# GoGo Penguin

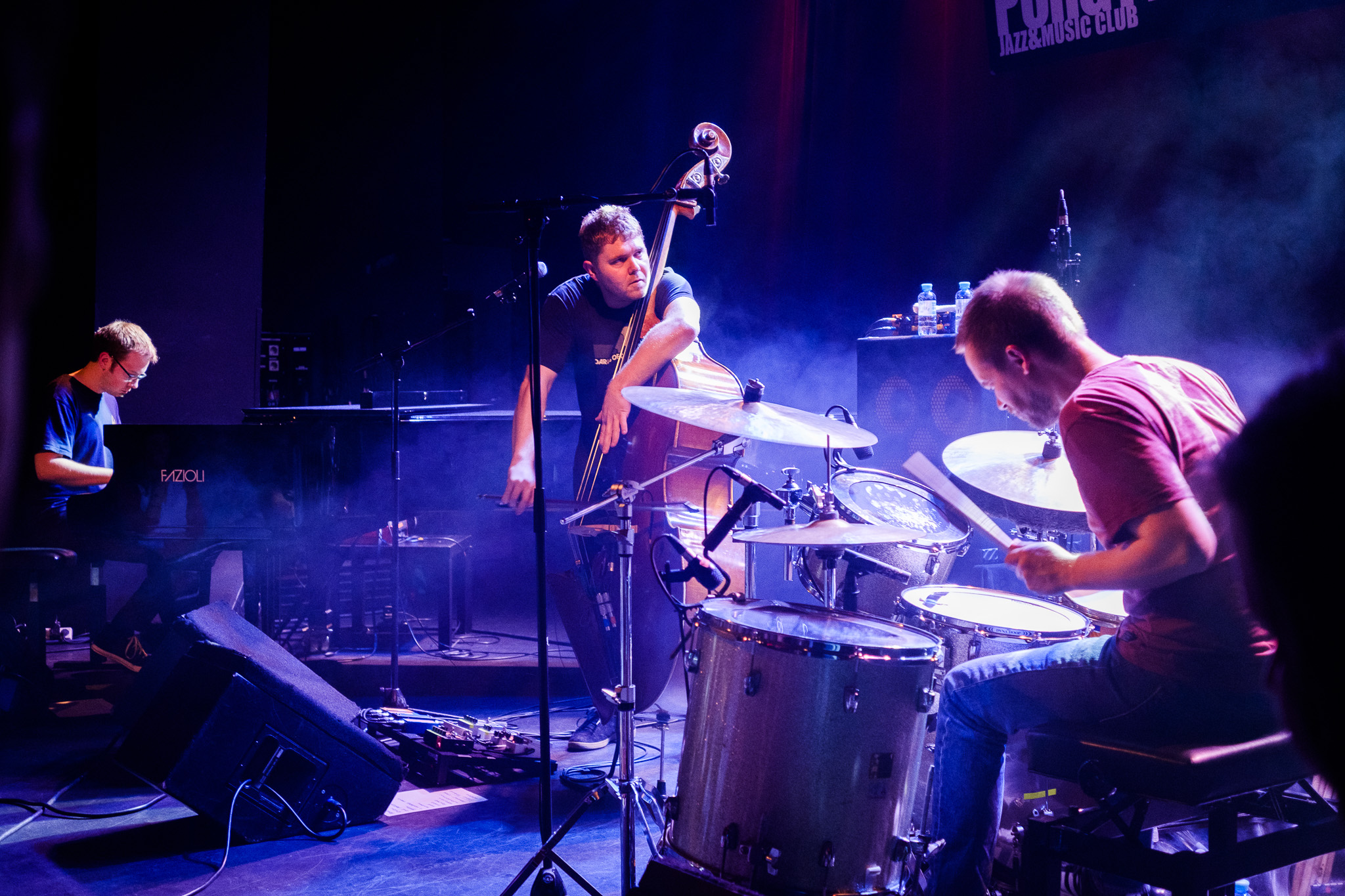
GoGo Penguin tocando en "Porgy & Bess" en Viena (11 de enero de 2018)

GoGo Penguin es un grupo de música originario de Mánchester, Inglaterra, formado por el pianista Chris Illingworth, el contrabajista Nick Blacka y el batería Jon Scott.

## Estilo musical
La música de la banda se caracteriza por breakbeat, melodías minimalistas, destacadas líneas de bajo y percusión inspirada en la música electrónica. Los miembros componen y tocan como una unidad. Su música incorpora elementos de música electrónica, clásica, trip hop, jazz y rock.
La música de GoGo Penguin ha sido comparada con la del Esbjörn Svensson Trio, Aphex Twin, Squarepusher, Massive Attack, Brian Eno, los compositores de música clásica moderna Shostakovich y Debussy y compositores de música minimalista contemporánea, como Philip Glass.

## Recepción
La banda recibió críticas positivas tras los lanzamientos de su álbum debut Fanfares en 2012 y v2.0 en 2014. En septiembre de 2014, v2.0 fue seleccionado para el Barclaycard Mercury Prize Album of the Year.
En 2015, GoGo Penguin firmó un contrato con Blue Note Records (France). Su álbum Man Made Object fue publicado en 2016; el siguiente álbum, A Humdrum Star, el 9 de febrero de 2018.  Está previsto el lanzamiento de un álbum homónimo el 5 de junio de 2020.

## Discografía
| Año  | Álbum                        | Discográfica      |
| ---- | ---------------------------- | ----------------- |
| 2012 | Fanfares                     | Gondwana Records  |
| 2014 | v2.0                         | Gondwana Records  |
| 2016 | Man Made Object              | Blue Note Records |
| 2018 | A Humdrum Star               | Blue Note Records |
| 2020 | GoGo Penguin                 | Blue Note Records |
| 2021 | GGP/RMX                      | Blue Note Records |
| 2022 | Between Two Waves            |                   |
| 2023 | Everything Is Going to be OK |                   |
| 2025 | Necessary Fictions           |                   |